# Dahjŏn
Dahjŏn, plným jménem Kim Dahjŏn, anglickou transkripcí Dahyun (korejsky 김다현, gim dahyeon, narozena 28. května 1998 Songnam), je jihokorejská hudebnice a členka korejské skupiny Twice, kde působí jako vedoucí rapper a vokálistka.
Má staršího bratra jménem Kim Myung Soo. Od mala měla přezdívku Tofu kvůli své velmi světlé kůži. Tato přezdívka jí zůstala až do současnosti. Je protestantkou. Zúčastnila se survival show Sixteen, kde byla velmi populární. Od mala má brýle, ale teď nosí raději kontaktní čočky.

## Život a kariéra
Dahjŏn se narodila v Songnamu, Kjonggi, 28. května 1998. V mladém věku začala zpívat se křesťanským církevním sborem. Dahjŏn poprvé upoutala pozornost, když byla žačkou šesté třídy základní školy, videem s názvem „eagle dance“, které bylo zveřejněno na YouTube. Dahjŏn se přidala k JYP Entertainment poté, co viděli její vystoupení na tanečním festivalu, a následně s nimi více než tři roky trénovala.
V roce 2015 Dahjŏn soutěžila v Sixteen, televizní reality show vytvořené za účelem výběru členů nové dívčí skupiny JYP Entertainment.